# Peignoir

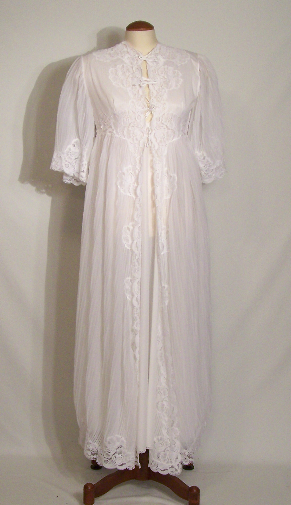
Ein Peignoir

Ein Peignoir (/pɛɳwaʀ/, französisch zu peigner, „kämmen“) oder Frisiermantel ist ein eleganter Damenmorgenrock, der insbesondere zum Frisieren und zur Gesichtskosmetik, also vor dem eigentlichen Ankleiden, getragen wird.
Im Französischen bezeichnet das Wort peignoir heute den Bademantel, der den klassischen Peignoir im 20. Jahrhundert zusehends verdrängt hat. 